# Функціональна діагностика (медицина)
Функціона́льна діагно́стика (в медицині) — комплекс методів дослідження людського організму для визначення діяльності (функціонування) окремих органів, систем або людського організму в цілому, об'єктивної оцінки їх функції, виявлення патології та визначення ступеня функціональних розладів.
В Україні існує окрема лікарська спеціальність — лікар з функціональної діагностики, яка дає право виконувати певні методи функціональної діагностики.

Підготовка лікарів за фахом "функціональна діагностика" здійснюється шляхом післядипломної спеціалізації на кафедрах функціональної діагностики вищих навчальних медичних закладів (університетів або академій).

## Методи функціональної діагностики
- Аноректальна манометрія
- Аудіометрія тональна порогова.
- Бодіплетизмографія.
- Велоергометрія (ВЕМ).
- Викликані потенціали.
- Добове моніторування артеріального тиску (ДМАТ).
- Езофагоманометрія.
- Електрокардіографія (ЕКГ).
- Електроенцефалографія (ЕЕГ).
- Електроміографія (ЕМГ, ЕНМГ).
- Ендогастральна pH-метрія.
- Ехокардіографія (ЕхоКГ, ЕхоКС).
- Імпедансометрія.
- Імпульсна осцилометрія.
- Капіляроскопія.
- Капнометрія.
- Пікфлоуметрія.
- Пульсоксиметрія.
- Реовазографія (РВГ).
- Реоенцефалографія (РЕГ).
- Риноманометрія.
- Спірометрія.
- Ультразвукова допплерографія.
- Холтерівське моніторування ЕКГ (ХМ ЕКГ).

Усі методи функціональної діагностики в медицині призначені для виявлення розладів у функціонуванні органів, але не відображують їх анатомічну структуру (за виключенням ехокардіографії). За потреби визначити структуру органу необхідно застосовувати інші методики діагностики, які дозволяють візуалізувати орган або певну анатомічну ділянку: методи променевої діагностики, зокрема рентгенологічні (флюорографія, рентгенографія, комп'ютерна томографія), ультразвукові (УЗД); метод магніто-резонансної томографії; радіоізотопну діагностику (позитрон-емісійна томографія); ендоскопічні (езофагогастродуоденоскопія, ректороманоскопія, фіброколоноскопія, бронхоскопія, артроскопія) тощо. Методи функціональної діагностики та методи візуалізації є взаємодоповнюючими в процесі діагностики та контролю ефективності лікування.